# U-Bahnhof Unionstraße
Der U-Bahnhof Unionstraße ist ein Tunnelbahnhof der Stadtbahn Dortmund. Er wurde im Frühjahr 2008 mit Inbetriebnahme der dritten Stammstrecke eröffnet.

## Lage
Der U-Bahnhof befindet sich westlich der Innenstadt im Unionviertel, unterhalb der Mündung der namensgebenden Unionstraße in die Rheinische Straße.
Der Bahnhof verfügt über einen Mittelbahnsteig, der über eine Verteilerebene neben Rolltreppen auch über feste Treppen erreicht werden kann. Durch eine Aufzugsanlage ist die Station barrierefrei erreichbar.

## Linien
Werktags wird die Station von den zwei Stadtbahn-Linien U43 und U44 bedient, sonn- und feiertags bedient lediglich die U44 den Bahnhof, da die Züge der U43 an diesen Tagen von Osten aus kommend bereits am U-Bahnhof Westentor Endstation haben.
| Linie | Linienverlauf | Takt                                                       |
| ----- | --- | ---------------------------------------------------------- |
| U 43  | DO-Dorstfeld Betriebshof1 – Wittener Straße – Ottostraße – Ofenstraße – Heinrichstraße – U Unionstraße – U Westentor2 – U Kampstraße – U Reinoldikirche – U Ostentor – Lippestraße – Funkenburg – Von-der-Tann-Straße – Berliner Straße – Am Zehnthof – Juchostraße – Rüschebrinkstraße – Pothecke – Knappschaftskrankenhaus – Oberdorfstraße – Brackel Kirche – Brackel Verwaltungsstelle – In den Börten3 – Döringhoff – Businkstraße – Asseln, Aplerbecker Straße – Am Hagedorn – Ruckebierstraße – Zugstraße – Eichwaldstraße – Bockumweg4 – Wickede Post5 – Dollersweg – DO-Wickede 6 Diese Linie verkehrt auf der Stammstrecke III | 10 min (1–2, 3–4) 3/7 bzw. 4/6 min (2–3) 20 min (4–5, 4–6) |
| U 44  | Dortmund, Walbertstraße/Schulmuseum – DO-Marten Süd – Auf dem Brümmer – Poth – Dorstfeld Betriebshof – Wittener Straße – Ottostraße – Ofenstraße – Heinrichstraße – U Unionstraße – U Westentor2 – U Kampstraße – U Reinoldikirche – Geschwister-Scholl-Straße – Enscheder Straße – Borsigplatz – Vincenzheim – Dortmund, Westfalenhütte Diese Linie verkehrt auf der Stammstrecke III | 10 min                                                     |

An der Station Unionstraße kann zu zwei Buslinien umgestiegen werden.
Sowohl die Stadtbahn als auch die Buslinien werden vom Dortmunder Verkehrsunternehmen DSW21 innerhalb des Verkehrsverbunds Rhein-Ruhr (VRR) betrieben.

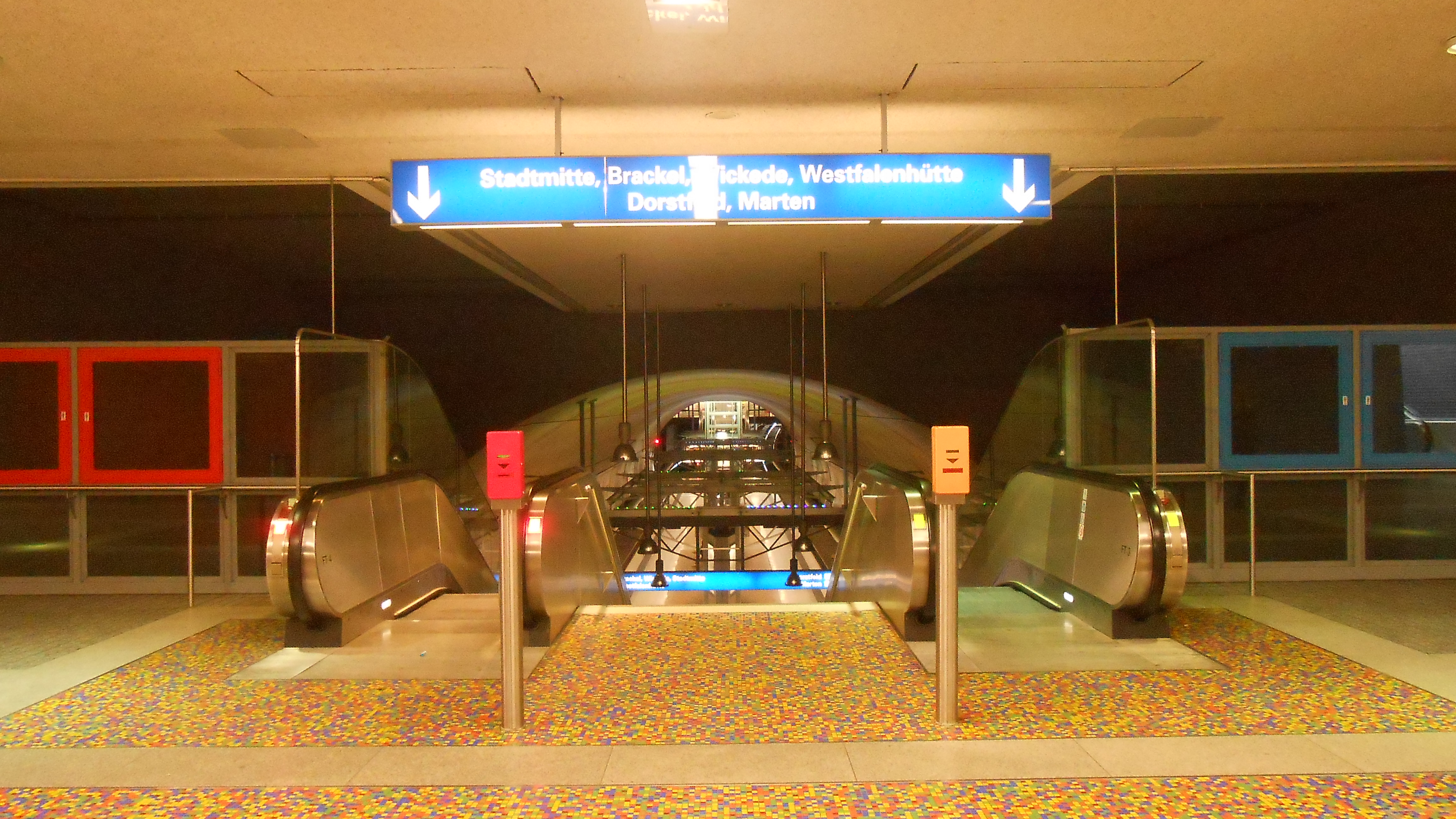
Rolltreppen zur Bahnsteigebene

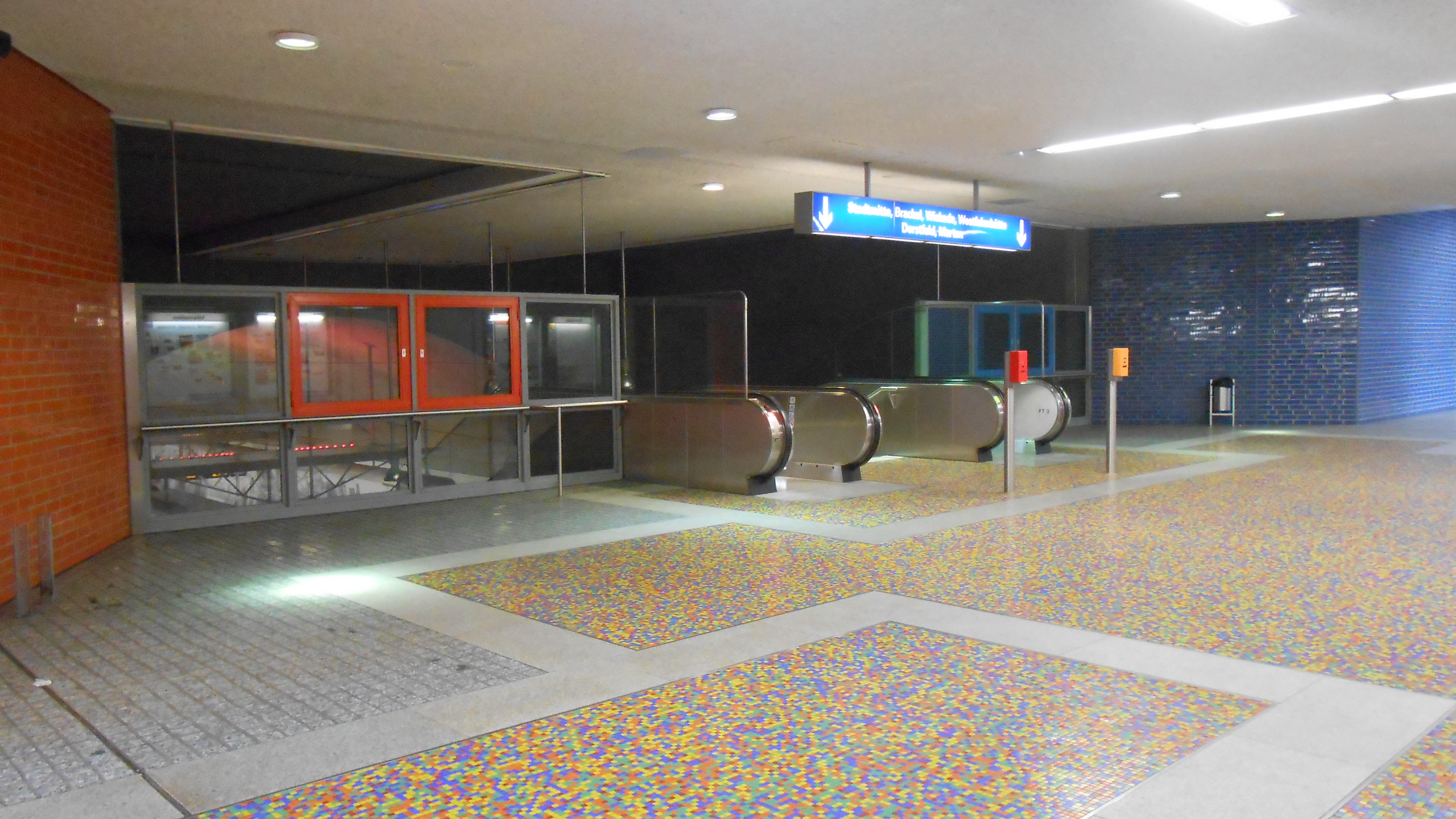
Verteilerebene

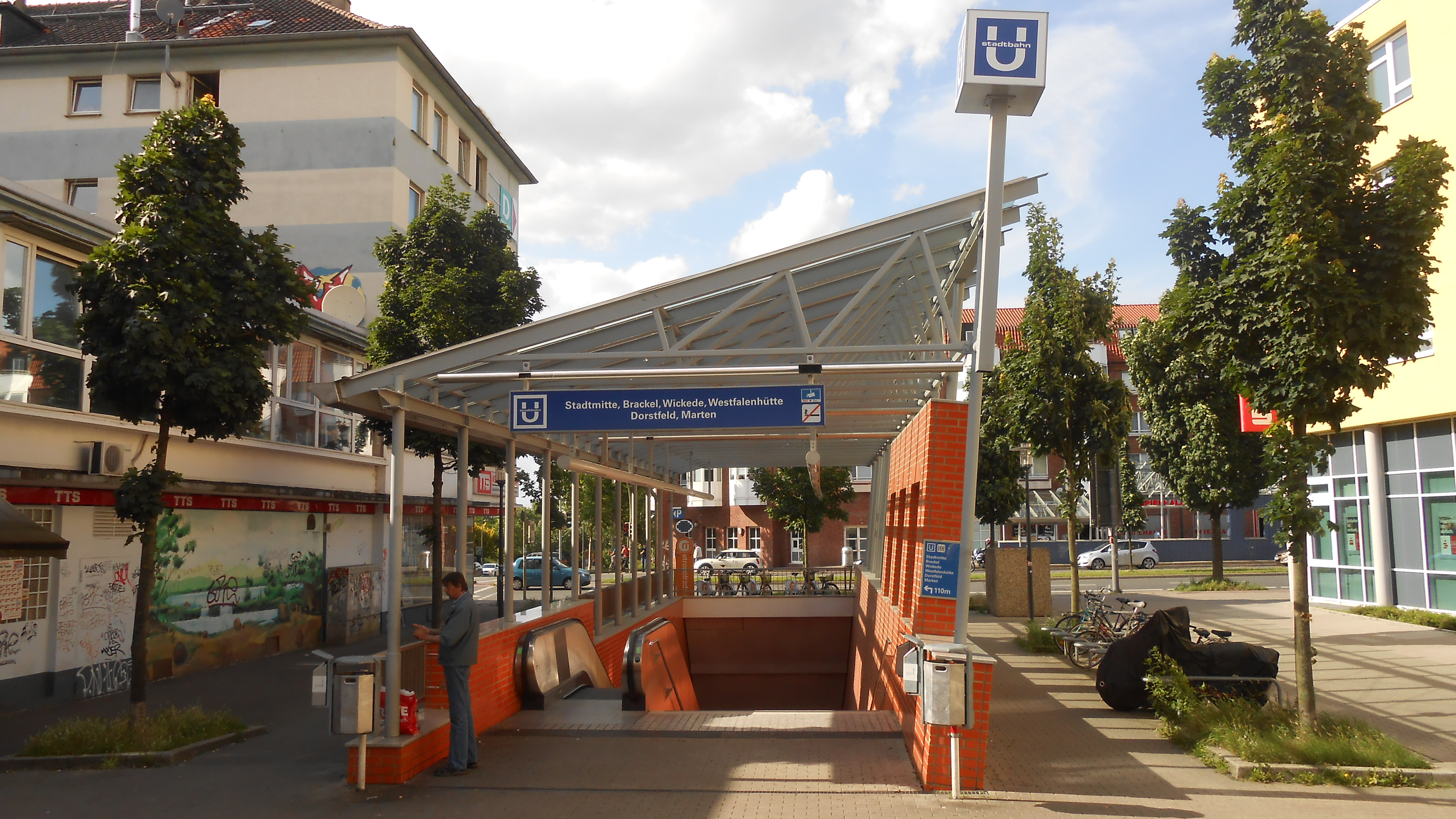
Zugang zur Station